# 차승연
차승연(1979년 12월 16일 ~ )은 대한민국의 배우이다.

## 학력
- 홍익대학교

## 출연작

### 영화
- 《강철연인》(2019년)주연 지은역
- 《메이킹 패밀리》(2016년)단역 리포터 역
- 《파파좀비》(2016년)단역 교사 역
- 《더 폰》(2015년)단역 형사2 역
- 《탐정》(2015년)단역 장호아내 역
- 《사랑이 이긴다》(2015년)단역 사감 역
- 《코리아》(2012년)조연 가오위예 역

### 드라마
- 《리갈하이》 (2019년, JTBC) - 이종미 역
- 《빅 포레스트》 (2018년, tvN) - 손미소 역
- 《여우각시별》 (2018년, SBS)- KR 점장 역
- 《김과장》 (2017년, KBS2) - 장위치 역
- 《복면검사》 (2015년, KBS2)- 명선 역
- 《이혼변호사는 연애중》 (2015년, SBS) - 정분녀 역
- 《순정에 반하다》 (2015년, JTBC) - 쥬얼리샵 사장 역
- 《울지 않는 새》 (2015년, tvN) - 민해경 역
- 《전설의 마녀》 (2014년, MBC) - 이미지컨설턴트 역
- 《내겐 너무 사랑스러운 그녀》 (2014년, SBS) - 내과의사 역
- 《잉여공주》 (2014년, tvN) -신경정신과 전문의 역
- 《엄마의 정원》 (2014년, MBC) - 양과장 역
- 《신의 퀴즈 4》 (2014년, OCN) - 변호사 역
- 《별에서 온 그대》 (2014년, SBS) - 신문방송과 강사 역
- 《인생극장》(2011년, MBN) - 석봉아내 역

### 연극
- 《스캔들》(2012년) - 제시카 역